# Kid Ory
Edouard Ory detto "Kid" (La Place, 25 dicembre 1886 – Honolulu, 23 gennaio 1973) è stato un trombonista, direttore d'orchestra e cantante jazz statunitense.

## Biografia
Edouard "Edward" Ory iniziò a suonare musica sin da piccolo utilizzando strumenti fatti in casa, arrivando appena adolescente a dirigere un gruppo jazz di fama nella zona sud-est della Louisiana. All'età di 21 anni si trasferì con la band a New Orleans, per intraprendere la carriera di professionista. In breve tempo divenne uno dei trombonisti più influenti della prima ondata di jazzisti.
Ory suonava il banjo in gioventù e si racconta che la sua abilità nel suonare tale strumento lo aiutò a sviluppare il suo caratteristico "tailgate", uno stile particolare di suonare il trombone. Nello stile "tailgate", il trombone suona una linea ritmica accompagnando in sottofondo le trombe e le cornette.
Kid Ory fu a capo di uno dei più celebri gruppi di musicisti jazz degli anni dieci, che contava tra i suoi membri il meglio della scena di New Orleans con nomi del calibro di Joe "King" Oliver, Mutt Carey, e Louis Armstrong, che si unì alla band nel 1919; e i clarinettisti Johnny Dodds e Jimmie Noone.
Nel 1919 si trasferì a Los Angeles e lì incise nel 1921 con un gruppo che includeva Mutt Carey, Dink Johnson, e Ed Garland. Garland e Carey avrebbero suonato a lungo insieme a Ory, accompagnandolo anche nel corso del suo ritorno sulle scene negli anni quaranta. Mentre era a Los Angeles Ory e la sua band registrarono due brani strumentali: Ory's Creole Trombone e Society Blues,  oltre a svariate altre canzoni. Queste incisioni furono le prime registrazioni jazz eseguite da musicisti neri di New Orleans sulla costa occidentale degli Stati Uniti. La sua band registrò per l'etichetta Nordskog ed Ory pagò di tasca propria per la stampa del disco vendendolo poi per l'etichetta "Kid Ory's Sunshine Orchestra" di sua proprietà in un negozio di Los Angeles chiamato Spikes Brothers Music Store. Nel 1925, Ory si trasferì a Chicago, dove fu molto attivo, lavorando e registrando con Louis Armstrong, Jelly Roll Morton, Joe "King" Oliver, Johnny Dodds, Bessie Smith, Ma Rainey, e molti altri. Fu il mentore di Benny Goodman, e successivamente anche di Charles Mingus.
Durante il periodo della Grande depressione, Ory si ritirò dal mondo della musica e non sarebbe tornato a suonare fino al 1943. Dal 1944 al 1961 circa, egli guidò un importante ensemble jazz di New Orleans dell'epoca. Oltre a Mutt Carey e Ed Garland, suonarono insieme a lui in questo lasso di tempo: i trombettisti Alvin Alcorn e Teddy Buckner; i clarinettisti Darnell Howard, Jimmie Noone, Albert Nicholas, Barney Bigard, e George Probert; i pianisti Buster Wilson, Cedric Haywood, e Don Ewell; e il batterista Minor Hall. Tutti, tranne Probert, Buckner, e Ewell, erano originari di New Orleans.
La band di Ory fu una forza importante durante il revival del jazz di New Orleans, partecipando a popolari trasmissioni radio nel periodo 1941-1942, come quella condotta da Orson Welles, e nella storia del jazz sponsorizzata dalla Standard Oil. A partire dalla fine degli anni quaranta, Ory e il suo gruppo iniziarono ad esibirsi al Beverly Cavern di Los Angeles. Visitò anche l'Italia. Nel 1958 fu l'ospite d'onore della prima edizione del Bologna Jazz Festival.
Ory si ritirò definitivamente nel 1966 e passò gli ultimi anni di vita alle Hawaii, con la devota assistenza di Trummy Young. Kid Ory morì ad Honolulu nel 1973.